# Sacrées Sorcières
Sacrées Sorcières (titre original : The Witches)      est un roman pour enfants de Roald Dahl, publié en 1983 et illustré par Quentin Blake.
Le roman est traduit et publié en France aux éditions Gallimard en 1984, puis connaît de nombreuses rééditions avec des suppléments. 
Livre original, il détourne la vision habituelle des êtres fantastiques que sont les sorcières.

## Résumé
L'histoire est racontée du point de vue d'un garçon anglais de sept ans, sans nom, qui va vivre avec sa grand-mère norvégienne après que ses parents ont été tués dans un accident de voiture. Le garçon adore toutes les histoires de sa grand-mère, mais il est particulièrement captivé par celles qui parlent de sorcières réelles qui, selon elle, sont d'horribles démons féminins qui cherchent à tuer des enfants humains. Elle lui dit qu'une vraie sorcière ressemble exactement à une femme ordinaire, mais qu'il existe des moyens de savoir s'il s'agit d'une sorcière : les vraies sorcières ont des griffes à la place des ongles, qu'elles cachent en portant des gants, elles sont chauves, ce qu'elles cachent en portant des perruques qui leur provoquent des éruptions cutanées, ont des pieds carrés sans orteils qu'elles cachent en portant de petites chaussures pointues qui les gênent, ont des yeux dont les pupilles changent de couleur, ont une salive bleue qu'elles utilisent comme encre et ont des narines plus larges au bord rose et recourbé qu'elles utilisent pour renifler les enfants qui, pour une sorcière, sentent la crotte de chien, mais plus l'enfant est sale, moins la sorcière a de chances de le sentir. Sa grand-mère lui raconte aussi l'histoire de cinq enfants qui ont été attaqués par des sorcières: Ranghild est enlevée par une sorcière, Solveg est déplacé dans le tableau familial y vieillit puis y meurt, Birgit Svenson est transformée en poule pondeuse, Harald est changé en pierre et ses parents l'utilisent comme porte-parapluie et Leif est transformée en marsouin et disparait au loin dans l'océan. La grand-mère a elle aussi fait face à une sorcière, y laissant un pouce mais refuse de raconter cette histoire.
Comme le prévoit le testament des parents, le narrateur et sa grand-mère retournent en Angleterre, où il est né et a fréquenté l'école, et où se trouve la maison dont il hérite. Cependant, la grand-mère avertit le garçon qu'il doit rester sur ses gardes, car les sorcières anglaises sont connues pour être parmi les plus vicieuses du monde, réputées pour transformer les enfants en créatures détestables afin que les adultes qui ne se doutent de rien les tuent. La grand-mère lui révèle que les sorcières des différents pays ont des coutumes différentes et que, bien que les sorcières de chaque pays soient étroitement liées les unes aux autres, elles ne sont pas autorisées à communiquer avec les sorcières d'autres pays. Elle lui parle également de la mystérieuse Grande Sorcière du Monde, chef redouté et diabolique de toutes les sorcières du monde, qui visite toutes les sorcières de chaque pays, chaque année, lors d'un congrès organisé.
Peu après son retour en Angleterre, alors que le garçon travaille sur le toit de sa cabane, il fait sa première rencontre avec une sorcière. Une étrange femme en noir qui le regarde avec un sourire inquiétant et portant des gants lui demandent de descendre pour lui offrir un cadeau. Il comprend rapidement qu'il s'agit d'une sorcière et se cache dans la cime de l'arbre jusqu'à l'arrivée de sa grand-mère. 
Les vacances d'été arrivent mais au lieu de retourner en Norvège comme ils l'avaient prévu, le petit-fils et sa grand-mère partent à Bournemouth pour faciliter la convalescence de la grand-mère qui est tombée malade d'une pneumonie. Dans l'hotel le Magnificent, le jeune garçon s'amuse à entraîner des souris pour leur apprendre des tours. Un jour, le garçon se faufile alors dans la salle de bal pour jouer avec ses souris de compagnie, une salle de bal censée accueillir le congrès de la "Société royale pour la prévention de la cruauté envers les enfants". Après avoir vu des dames entrer dans la salle de bal, il se cache derrière un paravent. Lorsqu'elles passent une main gantée sous leurs cheveux pour se gratter le cuir chevelu, le garçon comprend qu'il s'agit du rassemblement annuel des sorcières anglaises et qu'il est pris au piège dans la salle désormais fermée. Une jeune femme entre en scène et enlève tout son visage, qui est un masque. Le garçon se rend compte qu'elle n'est autre que la grandissime sorcière elle-même. Elle exprime son mécontentement face à l'incapacité des sorcières anglaises à éliminer suffisamment d'enfants. Après avoir utilisé son pouvoir destructeur de Frrite comme oune frrite ! sur une sorcière qui l'avait contredite, La Grande Haute Sorcière dévoile son plan : toutes les sorcières d'Angleterre doivent acheter des magasins de bonbons (avec de la fausse monnaie imprimée par elle à l'aide d'une machine à fabriquer de l'argent magique) et distribuer gratuitement des bonbons et des chocolats additionnés d'une goutte de sa dernière création : "Formule 86 la potion pourr bonbons à rretarrdement", une potion magique qui transforme le consommateur en souris à un moment précis fixé par la potionneuse. L'objectif est que les enseignants et les parents des enfants tuent involontairement les enfants ainsi transformés en souris à l'heure de la rentrée des classes.  
Pendant tout ce temps, le garçon est caché derrière le paravent, fasciné par ce qu'il entend mais terrifié à l'idée qu'une des sorcières le reniflent. Heureusement, il ne s'est pas lavé depuis longtemps et les sorcières ne parviennent pas à le sentir.  
Pour démontrer l'efficacité de la formule, la Grande Sorcière fait venir un enfant nommé Bruno Jenkins, un garçon riche et gourmand, attiré dans le hall de la convention par la promesse d'un chocolat gratuit. Elle révèle qu'elle a piégé Bruno en lui faisant manger la veille une barre chocolatée contenant la formule et qu'elle a réglé l'"alarme" pour qu'elle se déclenche pendant la réunion. La potion fait effet, transformant Bruno en souris devant les sorcières réunies. Peu après, les sorcières détectent la présence du narrateur et le coincent. La Grandissime Sorcière lui verse alors une bouteille entière de Formule 86 dans le gosier, et la surdose le transforme instantanément en souris. Cependant, l'enfant transformé conserve sa mentalité, sa personnalité et même sa voix, refusant d'être attiré dans un piège à souris. Après avoir retrouvé Bruno, le garçon transformé retourne dans la chambre d'hôtel de sa grand-mère et lui raconte ce qu'il a appris. Il suggère de retourner la situation contre les sorcières en glissant la potion dans leur repas du soir car sa chambre est situé au dessus de celle de la Grandissime Sorcière. Avec quelques difficultés, il parvient à mettre la main sur un flacon de potion dans la chambre de la Grande Sorcière. 
Après l'échec spectaculaire d'une tentative de rendre Bruno à ses parents (principalement à cause de la peur des souris de sa mère), la grand-mère emmène Bruno et le narrateur au réfectoire. Le narrateur entre dans la cuisine, où il verse la potion dans la soupe de pois verts destinée au dîner des sorcières. En revenant de la cuisine, un cuisinier aperçoit le narrateur et lui coupe une partie de la queue avec un couteau à découper, avant qu'il ne parvienne à s'enfuir et à rejoindre sa grand-mère. Les sorcières se transforment toutes en souris en quelques minutes, après avoir fait une overdose massive comme le narrateur. Le personnel de l'hôtel et les clients paniquent et finissent par tuer, sans le savoir, la grande sorcière et toutes les sorcières d'Angleterre. La grand-mère rend aussi Bruno à son père qui l'accepte comme il est, et tente de convaincre sa mère de l'accepter.
De retour à la maison, le garçon et sa grand-mère élaborent un plan pour débarrasser le monde des sorcières. En se faisant passer pour le chef de la police norvégienne au téléphone, elle découvre que la Grande Sorcière vit dans un château de ce pays. Ils se rendent au château norvégien de la Grande Sorcière et utilisent la potion pour transformer son successeur et ses assistants en souris, puis libèrent des chats pour les détruire. Grâce à la machine à gagner de l'argent de la Grande Sorcière et aux informations sur les sorcières dans les différents pays, ils essaieront de les éradiquer partout. La grand-mère révèle qu'en tant que souris, le garçon ne vivra probablement que neuf ans de plus, mais le garçon s'en moque, car il ne veut pas survivre à sa grand-mère (elle révèle qu'elle ne vivra probablement que neuf ans de plus), car il n'aimerait pas que quelqu'un d'autre s'occupe de lui.

## Commentaires
Ce livre, très connu aux États-Unis depuis 1983, est conseillé en France par le Ministère de l'Éducation nationale.

## Éditions
- Gallimard, coll. « 1000 Soleils », 1984  (ISBN 2-07-050183-3)
- Gallimard, coll. « Folio junior » no 343, 1986  (ISBN 2-07-033343-4)
- Gallimard, coll. « Folio junior » no 613, couverture et illustrations de Quentin Blake, 1990  (ISBN 2-07-033613-1)

## Adaptations

### Cinéma
- Nicolas Roeg réalise Les Sorcières (The Witches), sorti en 1990, avec Anjelica Huston et Mai Zetterling.
- Robert Zemeckis réalise une seconde adaptation du livre, Sacrées Sorcières (The Witches), sorti en 2020, avec Anne Hathaway et Octavia Spencer.

### Bande dessinée
- Pénélope Bagieu a écrit et illustré une adaptation en bande dessinée appelée Sacrée Sorcière, publiée en 2020 par les Éditions Gallimard[1],[2]

## Polémiques et réécritures
Le roman a connu comme d'autres œuvres de Roald Dahl des modifications et des réécritures en 2022. C'est une démarche de l'éditeur Puffin et Roald Dahl Story Company dans le but de supprimer les éléments de langage jugés offensants. Le texte de 1983 a donc connu des modifications et des ajouts pour qu'il puisse continuer de correspondre à tous.
Il y a l'ajout de la phrase « Il existe plusieurs raisons pour lesquelles les femmes pourraient porter des perruques et il n'y a rien de mal à cela »
Il y a également une modification de texte lors d'une énumération de métiers que peuvent pratiquer des femmes, passant de « caissière dans un supermarché ou secrétaire pour un homme d’affaires » dans la version originale à « scientifique de haut niveau ou cheffe d’entreprise » dans la réédition,.
Ces réécritures ont créé de nombreuses polémiques au Royaume Uni, elles sont très disputées et critiquées notamment par l'écrivain Salman Rushdie